# Caterina de' Medici
(Pierre de L'Estoile)
Caterina Maria Romula di Lorenzo de' Medici, nota semplicemente come Caterina de' Medici (Firenze, 13 aprile 1519 – Blois, 5 gennaio 1589), fu regina consorte di Francia, come moglie di Enrico II, dal 1547 al 1559, reggente dal 1560 al 1563.
Nota come "la Regina madre" per avere generato tre sovrani di Francia (i fratelli Francesco II, Carlo IX ed Enrico III che regnarono in successione, il primo perché primogenito, il secondo e il terzo per la morte del predecessore), ebbe una grande e duratura influenza nella vita politica dello Stato.
Il suo nome è legato alle guerre di religione che si combatterono in Francia negli anni del suo regno.
Un'aura malefica ne ha avvolto la figura nella storiografia francese fino a tutto l'Ottocento: Caterina sarebbe stata fredda, gelosa, vendicativa, avida di potere e pronta a tutto per raggiungere i suoi scopi.
Nella moderna storiografia, Caterina de' Medici viene invece considerata come una delle maggiori sovrane di Francia, promotrice della tolleranza religiosa. Pur non senza errori, tentò di attuare una politica di conciliazione tra cattolici e protestanti, animata in primo luogo dal desiderio di assicurare la perennità della dinastia Valois.
Caterina sapeva che la Francia necessitava di un periodo di pace per ritemprarsi, e in ciò la sua politica era ben diversa da quella del figlio Carlo IX, circondato da consiglieri interessati ad allontanarlo dall'influenza materna. «L'erario versava in pessime condizioni da tempo immemorabile ed era davvero un miracolo che le risorse del paese non fossero ancora esauste del tutto. Il re Enrico II, ai suoi giorni, per contrarre un prestito di cinquantamila scudi in Svizzera, aveva dovuto ipotecare il regno intero, com'è espressamente dichiarato nel contratto pervenuto fino a noi».
Il suo ruolo nel massacro della notte di san Bartolomeo, tuttavia, contribuisce ancora oggi a farne un personaggio controverso.
Tramite la nipote Cristina di Lorena, granduchessa di Toscana per matrimonio, è anche l'antenata dei Medici, granduchi di Toscana, che appartenevano a un ramo minore mediceo (anch'esso discendente di Lorenzo il Magnifico, ma solo in linea femminile tramite la figlia Lucrezia, sposata Salviati).

## Biografia

### Giovinezza

#### Alleanza francomedicea

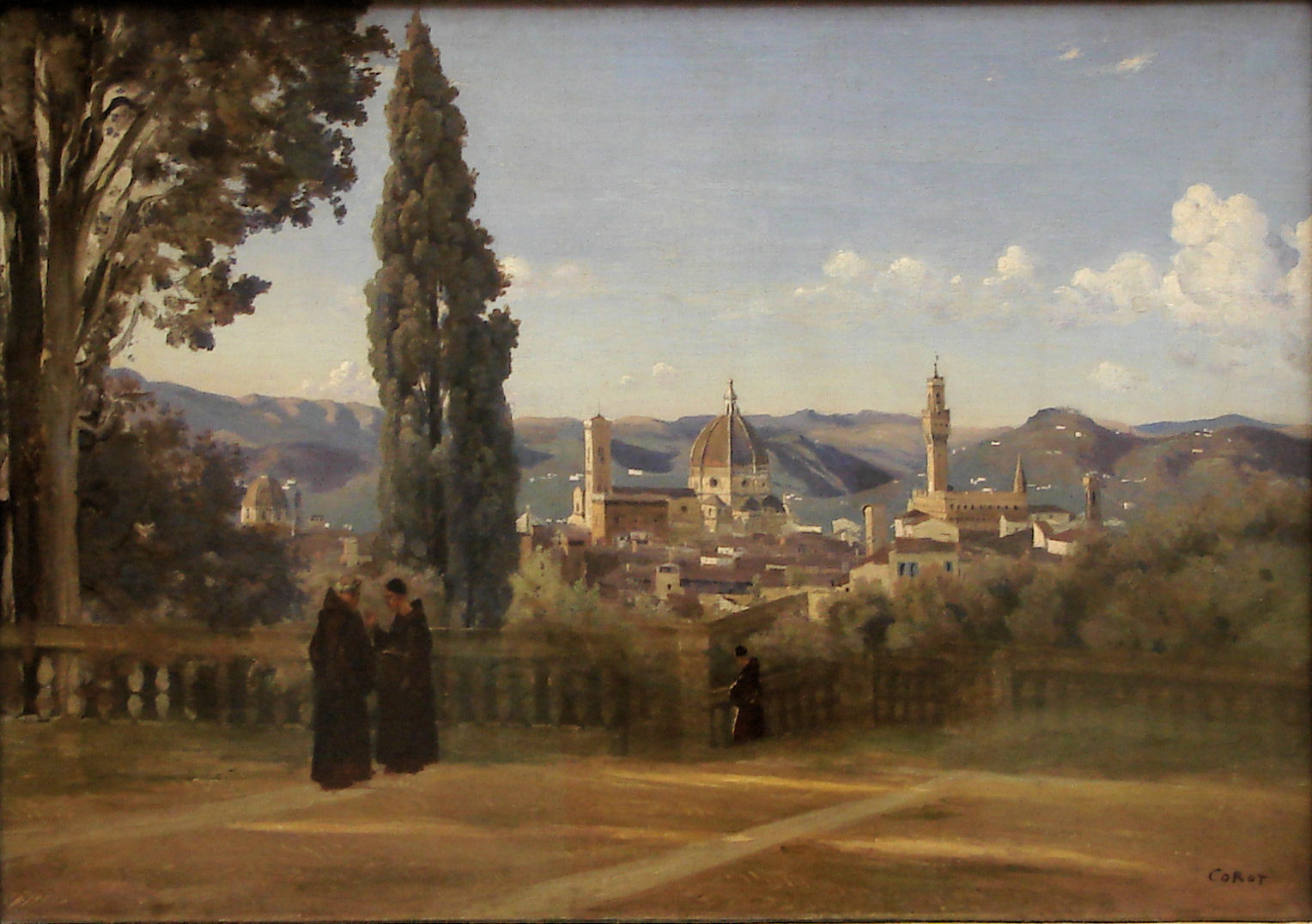
Paesaggio di Firenze, dove Caterina passò alcuni anni della sua infanzia

Nel 1516 Lorenzo de' Medici duca di Urbino fu posto da suo zio, il papa Leone X, a capo della Repubblica di Firenze. Congratulandosi con lui Francesco I di Francia gli propose il matrimonio con la principessa francese Maddalena de La Tour d'Auvergne, contessa di Boulogne. Grazie a queste nozze il sovrano avrebbe avuto un ulteriore appoggio nei progetti di espansione francese in Italia, iniziati con la calata di Carlo VIII nella penisola. La famiglia Medici avrebbe invece avuto l'onore di mescolare il proprio sangue di mecenati e banchieri con quello dell'alta aristocrazia francese.
Dall'unione dei due sposi nacque a Firenze, mercoledì 13 aprile 1519, Caterina Maria Romula de' Medici. La sua nascita fu gradita a entrambi i genitori, che ebbero «parimenti [...] piacere che se fosse stato maschio». Apparentemente il nome Caterina fu imposto in memoria di Caterina Sforza, la madre di Giovanni delle Bande Nere, che aveva sposato Maria Salviati, riunendo così i due rami della famiglia Medici. Maria omaggiava la Vergine e Romula le era stato assegnato in onore del patrono di Fiesole.
Poco dopo la nascita, la neonata rimase orfana dei genitori: la madre morì il 28 aprile di febbre puerperale. Il padre, anch'egli malato da tempo, molto probabilmente di sifilide, la seguì il 4 maggio. L'Ariosto giunse tardi a consolare l'amico Lorenzo della morte della sposa e gli dedicò l'Elegia Prima (ove la piccola Caterina viene apertamente citata ai versi 37-42).

#### Infanzia travagliata

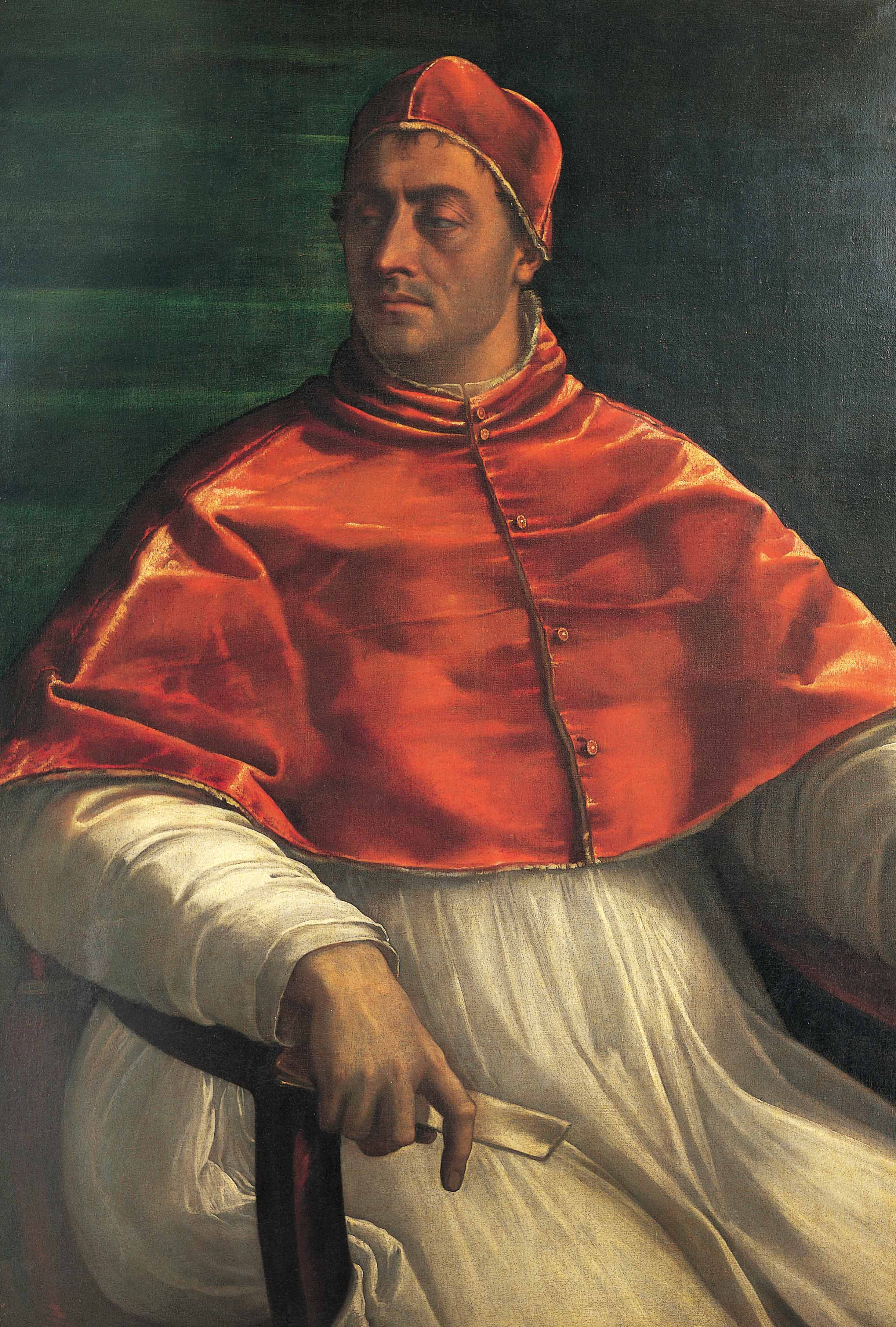
Papa Clemente VII, cugino del nonno di Caterina de' Medici, ritratto da Sebastiano del Piombo, 1526 circa, Museo di Capodimonte, Napoli

Le vicissitudini infantili di Caterina rifletterono la travagliata politica italiana del XVI secolo. Inizialmente Francesco I pretese fosse allevata in Francia, cercando di usarla come ostaggio per far rispettare a Leone X gli accordi intrapresi, ma il papa si oppose. A Roma, la neonata fu allevata da sua nonna Alfonsina Orsini e, alla morte di questa, posta sotto la tutela delle vecchie zie di famiglia, Clarice de' Medici e Maria Salviati. In questo periodo i due bastardi dei Medici, Ippolito e Alessandro, furono cresciuti assieme a lei. Unica erede della fortuna dei Medici, prese il titolo di duchessa di Urbino, che le valse il nome di «duchessina» da parte dei fiorentini.
Alla morte di papa Leone X seguì il breve pontificato di Adriano VI che, alleato degli Asburgo, privò Caterina dei diritti sul ducato di Urbino. Nel 1523 Giulio de’ Medici, che era cugino del nonno di Caterina, venne eletto papa con il nome di Clemente VII. Nel 1525 Clemente VII fece trasferire Caterina e Alessandro nel palazzo di sua proprietà, Palazzo Medici Riccardi. Il pontefice si alleò con i francesi contro l'imperatore Carlo V, ma la clamorosa disfatta francese nella battaglia di Pavia espose il Vaticano alla rivalsa imperiale, che ebbe il suo apice nel sacco di Roma (6 maggio 1527) a opera dei legionari lanzichenecchi.
Nello stesso anno i fiorentini si ribellarono contro il governo del cardinal Passerini, imposto dal pontefice. Per salvare i domini medicei e la nipote, il papa propose un armistizio con Carlo V, che accettò e fece assediare Firenze. Durante questo turbolento periodo, Caterina fu tenuta in ostaggio in vari monasteri fiorentini, finché non giunse a quello benedettino delle Murate, dove la bambina di otto anni fu allevata amorevolmente dalle suore di clausura. Mentre l'assedio veniva portato avanti, i ribelli estremisti suggerirono di esporla nuda sulle mura cittadine, in maniera tale da venire uccisa dai proiettili, o di chiuderla in un bordello. Firenze infine si arrese il 12 agosto 1530, finendo poi vittima della dura repressione pontificia. La giovane Caterina fu libera di ricongiungersi a papa Clemente VII a Roma.

#### Matrimonio

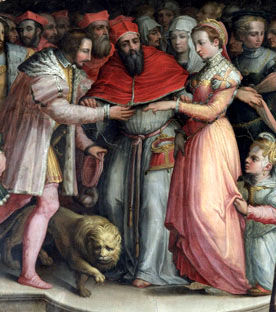
Il matrimonio di Caterina de' Medici ed Enrico di Valois; affresco del Vasari. L'artista dirà di lei: «Ero così colpito dalle sue particolari qualità e per l'affetto che dimostrava non solo a me, ma a tutto il mio paese, che la adoro come si adorano i santi in paradiso».

Con Caterina alla corte papale, Clemente VII cercò di organizzare per lei un matrimonio vantaggioso. Furono presi in considerazione molti candidati da tutta Europa: Ercole d’Este, Giacomo V di Scozia, Henry FitzRoy, Federico Gonzaga, Guidobaldo della Rovere e Francesco II Sforza.

Venuto a conoscenza di queste trattative matrimoniali, il re di Francia, Francesco I di Valois candidò il suo secondogenito Enrico, duca d’Orléans. Onorato della proposta, Clemente VII riuscì diplomaticamente a combinare due importanti matrimoni: quello di Caterina con il figlio del re di Francia e quello di Alessandro (nominato duca di Firenze) con Margherita d'Austria, figlia illegittima di Carlo V.
La tredicenne Caterina iniziò dunque ad apprendere la lingua francese, che riuscì rapidamente a far propria, parlandola fluentemente al momento del matrimonio, seppur con uno spiccato accento italiano. In questo periodo l’ambasciatore veneziano Antonio Soriano la delineò così: «È piccola di statura e magra, non ha lineamenti fini e ha gli occhi sporgenti come tutti i Medici». La sposa avrebbe portato al marito un'enorme dote in monete, gioielli, pietre preziose e perle da parte del papa, anche per la rinuncia ai beni patrimoniali medicei.
Il 23 ottobre 1533 Caterina de' Medici giunse a Marsiglia, dove conobbe il suocero e il giovane Enrico, suo futuro marito, anch’egli quattordicenne. Il 28 ottobre furono celebrate le nozze con grandissimo sfarzo nella chiesa di San Ferreolo, festeggiate con banchetti e giostre. La sera stessa il matrimonio fu consumato, con estrema contentezza del papa e di Francesco I, che assistette personalmente alla prima notte di nozze, spiando i giovani dalle cortine del letto, dichiarando in seguito che «ciascuno di loro si era dimostrato gagliardo nel certame».
L’inopinata morte di Clemente VII il 25 settembre 1534, poco meno di un anno dopo le nozze, inficiò l'alleanza tra il papato e il regno di Francia. Papa Paolo III ruppe infatti l'alleanza con il regno francese e si rifiutò di pagare l'enorme dote promessa a Caterina. A Francesco I, che vedeva nel matrimonio di Caterina l'inizio della rivincita contro Carlo V, fu in seguito attribuita l’amara affermazione: «Ho ricevuto la ragazza tutta nuda» (J'ai reçu la fille toute nue).

### Corte del re cavaliere

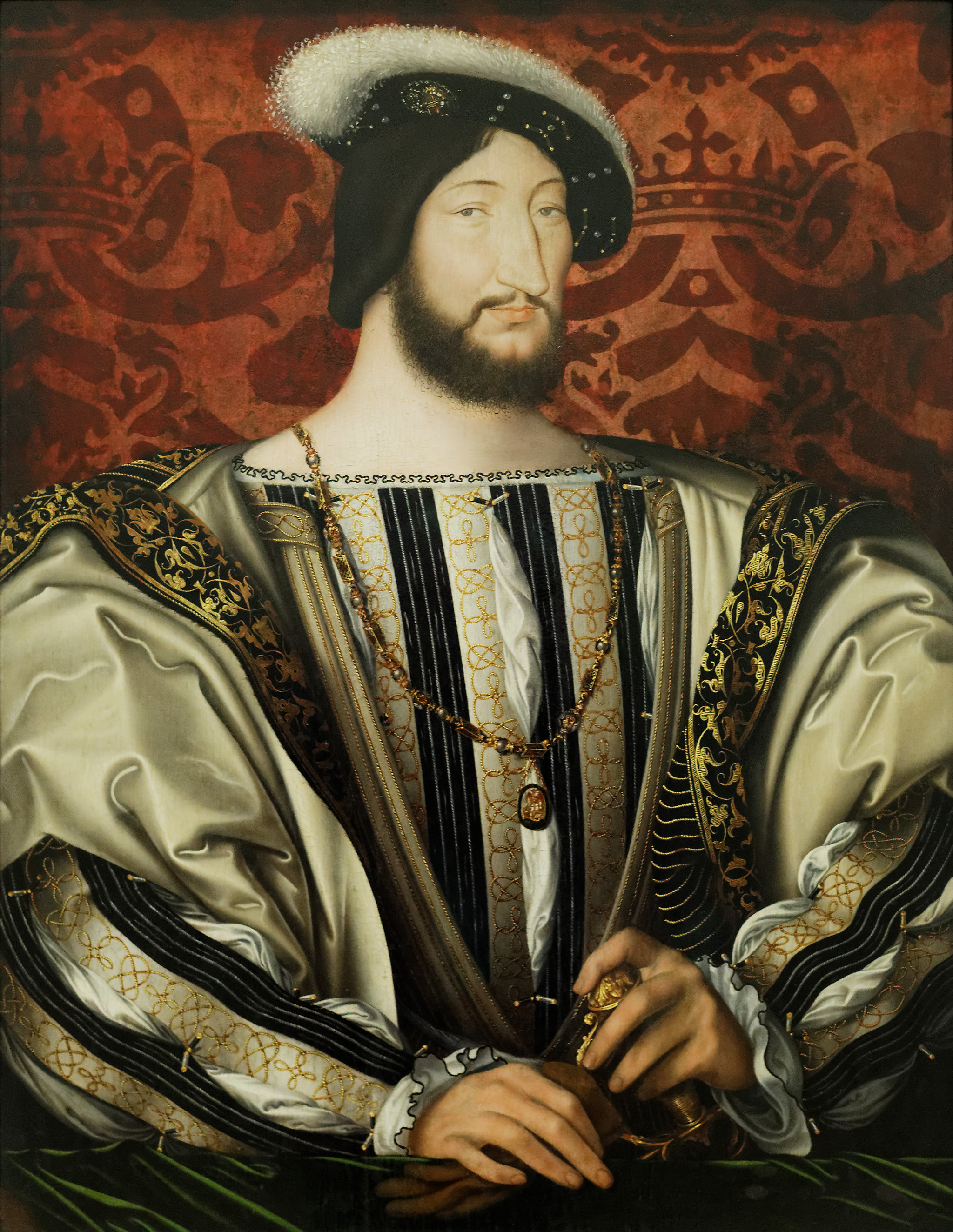
Francesco I di Francia, amato e stimato suocero della Medici. Da lui Caterina apprese il senso di maestà regale, che cercò di trasmettere ai figli.

#### Mésalliance
La morte di Clemente VII, che aveva reso inutili per Francesco I le nozze di Caterina, rese ancora più scandalosa la differenza di estrazione tra i due giovani sposi. Molti cortigiani trovavano il matrimonio disonorevole per un reale francese, definendolo una mésalliance (disalleanza), con una figlia di banchieri. La Medici fu comunque ben accolta da tutta la famiglia reale. Strinse una forte amicizia sia con la sorella di Francesco I, Margherita di Navarra, che con le sorelle del marito, Margherita e Maddalena, e con la regina Eleonora.
Riuscì inoltre a far breccia persino nel cuore del sovrano. Francesco I fu colpito dall'intelligenza, dalla cultura, dalla modestia e dall'obbedienza, ma soprattutto dal sincero affetto che gli dimostrava, tanto che la ammise nella sua petite bande, la cerchia di favoriti che lo seguiva ovunque andasse. Fu per seguire il suocero nelle sue battute di caccia che Caterina inventò la cavalcata all’amazzone, che permetteva alle donne di stare al passo degli uomini e di poter mostrare, in maniera discreta, la forma delle gambe.
Caterina subì il fascino di questo sovrano pieno di joie de vivre, ne apprezzò la maestosità con cui regnava, con cui si muoveva all’interno e fuori dalla corte, la sua passione per le arti. Alla corte dei Valois la ragazzina continuò il suo apprendistato politico, iniziato alla corte papale, osservando i comportamenti del re, le schermaglie tra cortigiani e gli scontri tra favorite di corte.
La Medici fu inoltre estremamente ammirata per la vasta cultura che possedeva. Conosceva l'italiano, il francese e il latino, e comprendeva molto bene il greco. La sua biblioteca personale giunse alla fine a contenere 2.118 libri su vari argomenti, dal campo umanistico a quello scientifico, dimostrando una vasta curiosità intellettuale: manoscritti rari, testi di storia, di matematica, teologia, filosofia, alchimia, astronomia, medicina, geografia, di musica, scienze e storia dell'arte.

#### Delfina di Francia

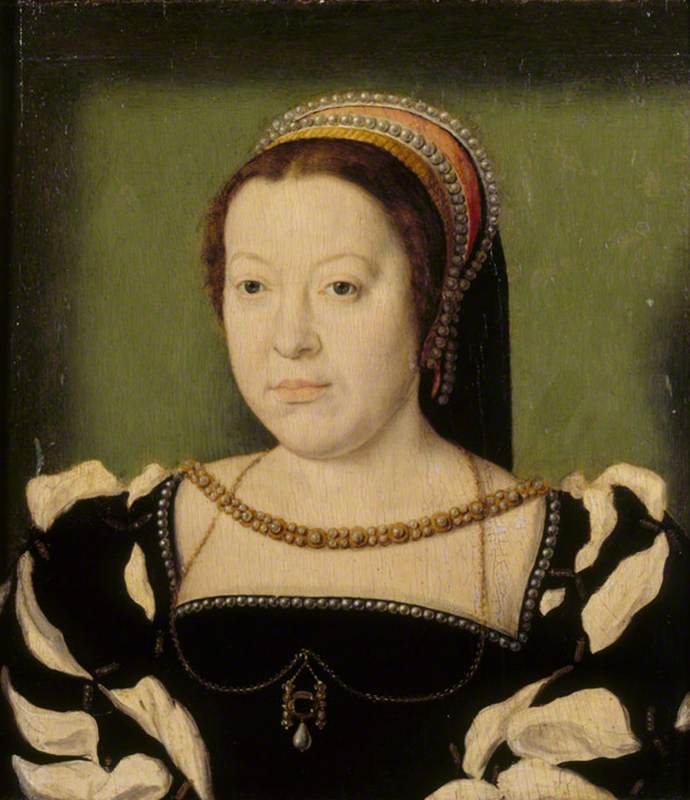
Caterina de' Medici, dipinta da Corneille de Lyon. Il ritratto è considerato una delle più fedeli rappresentazioni della Medici.

Il 10 agosto 1536 il primogenito del re, il delfino Francesco di Valois, morì improvvisamente, facendo diventare Caterina e suo marito Enrico i nuovi eredi al trono di Francia. Fu anche l'occasione di altre maldicenze: si sospettò che i due avessero avvelenato il delfino per prendere il suo posto; in particolare venne accusata Caterina, visto che l'avvelenamento era considerato una maestria italiana. Francesco I non dette peso a tali accuse.
La sua nuova posizione di delfina di Francia, oltre allo scandalo suscitato per le sue modeste origini, evidenziò il fatto che non avesse ancora messo al mondo un erede per il regno. Caterina inoltre soffriva dell'indifferenza che il marito, di cui lei era molto innamorata, provava nei suoi confronti, dimostrando invece una cieca passione verso la sua amante Diana di Poitiers, più vecchia di lui di venti anni.
Nel 1538, durante una campagna militare italiana, Enrico ebbe una figlia, Diana, da Filippa Duci. Su Caterina, unica colpevole della sterilità della coppia, si abbatté la minaccia del ripudio. Gettandosi lei stessa in lacrime ai piedi del suocero, si disse pronta a sottomettersi ai suoi voleri e ad andare volentieri in convento per lasciare il marito libero di contrarre un matrimonio più fecondo, ma Francesco I commosso si schierò dalla sua parte, così come Margherita di Navarra. Anche Diana di Poitiers appoggiò Caterina, pensando che una nuova moglie avrebbe potuto allontanare il Delfino dalla sua influenza.
La delfina cercò in ogni modo di rimanere incinta, applicando cataplasmi, bevendo urina di mula e altri medicinali: «stimo che non vi sia nessuno che non si caverebbe il sangue per farle avere un figlio» scrisse il messo veneziano. I Delfini consultarono infine Jean Fernel, che riscontrò delle anormalità nell'apparato sessuale di entrambi: dopo i suoi consigli, nell'estate 1543 Caterina rimase finalmente incinta. A gennaio del 1544 mise al mondo un erede, Francesco, futuro Francesco II, accolto da numerosi festeggiamenti.
La coppia ebbe numerosi altri figli, che seguirono in rapida successione: Elisabetta nel 1545, Claudia nel 1547, Luigi nel 1549, ma morto meno di un anno dopo, il futuro Carlo IX nel 1550, il futuro Enrico III nel 1552, Margherita nel 1553, Ercole Francesco nel 1554 e infine due gemelle, Giovanna e Vittoria (la prima nata morta, l'altra spirata dopo poche settimane), nel 1556; quest'ultimo parto fu molto complicato e Caterina stessa rischiò di non sopravvivere. In seguito, le venne consigliato di non avere altri figli. Di loro, solo Margherita, la figlia minore, ereditò dalla madre una salute resistente.
Caterina e suo marito furono genitori molto presenti per la vita dei loro delicati bambini, ma la donna dovette subire l'ingerenza di Diana anche sui figli: la favorita del marito infatti si occupò di trovare per loro governanti adeguate, informandosi costantemente su di loro. Pare che Caterina tollerasse la situazione, solo perché si diceva che fosse Diana a convincere Enrico a dormire assieme alla moglie. Questa relazione a tre durò fino alla morte di Enrico nel 1559.

### Regina italiana

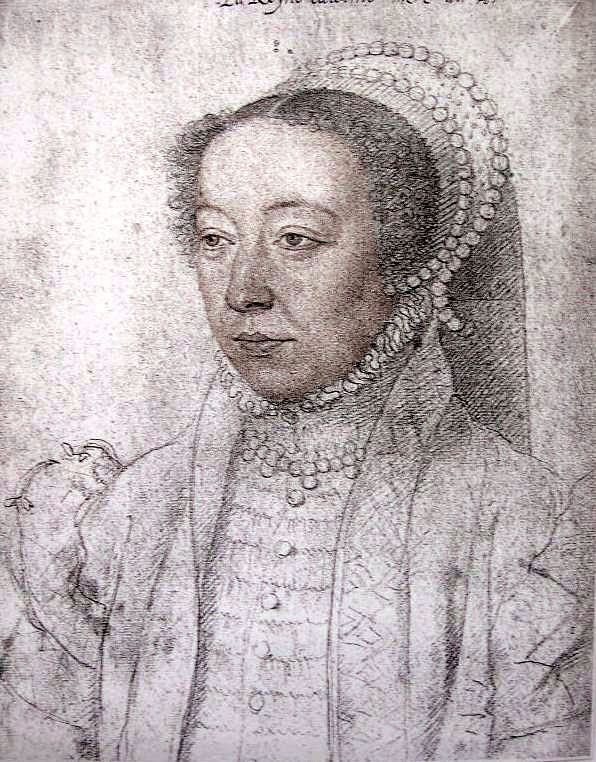
Caterina, regina di Francia

A marzo del 1547 Enrico e Caterina divennero sovrani di Francia e accadde a corte una completa ridistribuzione del potere. Conquistarono una grande influenza il conestabile Anne de Montmorency, amico e confidente del nuovo sovrano, e naturalmente Diana di Poitiers, che ricevette il titolo di duchessa di Valentinois e altri onori. Anche il 10 giugno 1549, durante l'incoronazione ufficiale di Caterina a regina di Francia nella basilica di Saint-Denis, Diana ottenne un ruolo di spicco, eclissando la sovrana.
Nonostante il titolo di regina di Francia Caterina non aveva in realtà alcun effettivo potere politico. La sua presenza a corte permise di richiamare in Francia un gran numero di italiani, in particolar modo fiorentini (definiti i fuoriusciti), che entrarono ben presto nell'apparato amministrativo reale. In particolare ebbero successo i fratelli Strozzi (Piero, Leone, Roberto e Lorenzo), cugini di Caterina, l'astrologo Cosimo Ruggieri e l'umanista Gabriel Simeoni, il maggiordomo Luigi Alamanni e sua moglie Maddalena Bonaiuti, Antonio Gondi e la moglie Marie-Catherine de Pierrevive, confidente della sovrana.
A partire dal 1552 Enrico II riprese i combattimenti a est del regno. Durante questo periodo Caterina fu nominata reggente e controllò l'approvvigionamento e i rinforzi delle armate con l'aiuto del conestabile Anne de Montmorency. Poco dopo, venne inviata dal re al parlamento di Parigi a chiedere denaro per proseguire la campagna di Italia. La situazione fu ristabilita nel 1558 e la pace firmata nel 1559 a Cateau-Cambrésis. Questo trattato tuttavia fece perdere i fondamentali possedimenti italiani della Francia e Caterina ne fu assai risentita.

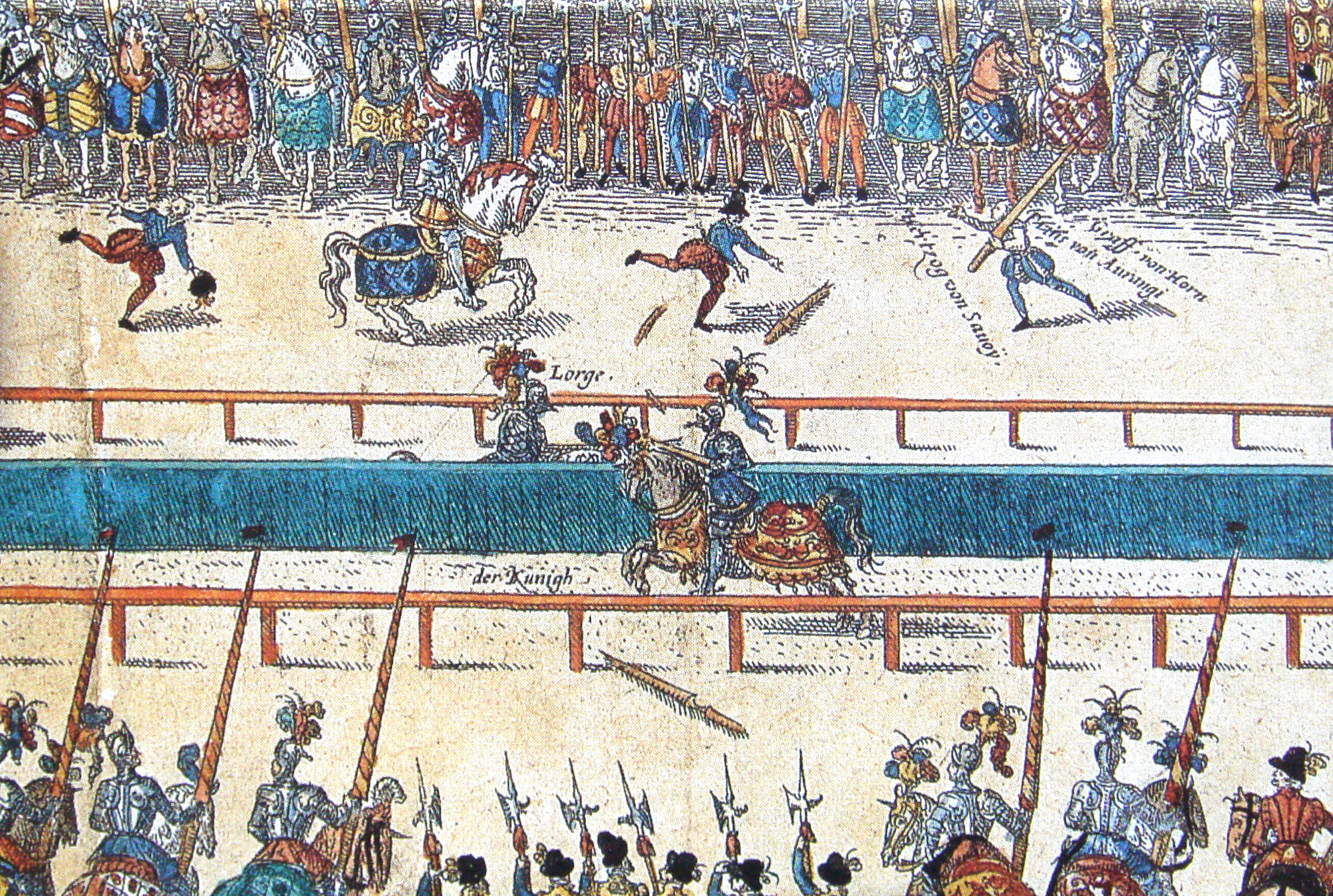
Il torneo fatale tra Enrico II e Gabriele I di Montgomery (30 giugno 1559)

Il 30 giugno 1559 Enrico II rimase gravemente ferito alla testa da Gabriele I di Montgomery durante un torneo cavalleresco svoltosi in occasione delle nozze della figlia Elisabetta con Filippo II di Spagna, celebrato per procura in quei giorni. Il sovrano spirò dopo dieci giorni di agonia. Come manifestazione di dolore perpetuo, Caterina iniziò a vestirsi esclusivamente di nero in segno di lutto (andando contro la tradizione fino a quel momento consolidata dell'utilizzo del bianco come colore di lutto per le regine). Cambiò anche il suo emblema: la lancia spezzata con il motto «Da qui le mie lacrime, da qui il mio dolore» (Lacrymae hinc, hinc dolor).

### Regno di Francesco II
A Enrico II succedette il figlio primogenito, Francesco II, ancora quindicenne. La nuova Corte si installò al Louvre. Tutti si aspettavano che Caterina si mettesse da parte: dovette restare quaranta giorni là dove era morto suo marito. Ma sin dal giorno dopo la morte di Enrico II, Caterina de' Medici non intese opporsi ai Guisa, che erano ricchi e per giunta imparentati con la famiglia reale (Francesco II aveva sposato Maria Stuarda, discendente dai Guisa per parte di madre, Maria di Guisa), e che avevano preso il potere. Intervenne solamente nella ridistribuzione dei favori reali e Diana di Poitiers non ne soffrì troppo: ricevette infatti il castello di Chaumont in cambio di quello di Chenonceau, che Caterina pretese tornasse alla corona.
La prima preoccupazione di Caterina era la salute di suo figlio. Francesco II soffriva di una malformazione congenita. Nonostante l'inesperienza della giovane regina Maria, Caterina, astutamente, non si mostrava troppo e le lasciava sempre il posto d'onore. Presa tra i Guisa del partito cattolico e tra i protestanti, Caterina fu costretta al doppio gioco.
Il suo prendere contatti con i protestanti e Luigi di Borbone, principe di Condé, le causò il sospetto e la diffidenza da parte dei Guisa e di Maria Stuarda. Supportando il dialogo interconfessionale quale soluzione unica della crisi, rimase isolata nel consiglio. Non poté affermare il proprio parere, né impedire l'esecuzione come eretico calvinista del magistrato Anne du Bourg nel dicembre del 1559. La situazione si degradò rapidamente con la congiura di Amboise a marzo del 1560. La morte di Francesco II, a dicembre del 1560, la ferì profondamente, ma le permise anche di prendere in mano le redini del potere.

### Regno di Carlo IX

#### Reggenza e proseguimento della politica di tolleranza

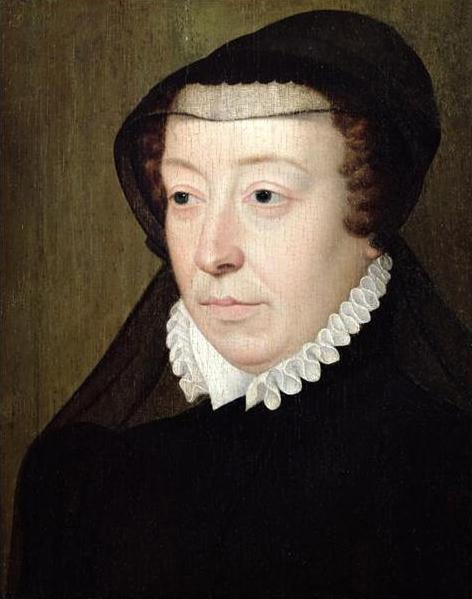
La regina madre Caterina in abito vedovile

Carlo Massimiliano non aveva che dieci anni nel 1560. Salì sul trono con il nome di Carlo IX. Il re Francesco non era ancora morto che Caterina si era già posta in prima linea: negoziava ormai con Antonio di Borbone, principe del sangue, per determinare chi tra loro due avrebbe tenuto la reggenza.
Caterina de' Medici era ispirata da due correnti: l'erasmismo, orientato verso una politica di pace, e il neo-platonismo, che predicava la missione divina del sovrano perché l'armonia regni nel proprio regno. Caterina de' Medici e il cancelliere Michel de l'Hôspital sono da classificare nel campo dei "post-evangelici", che raggruppa allo stesso modo abati, vescovi, pastori ed esponenti del parlamento. I post-evangelici concordavano su alcuni punti con i calvinisti dal punto di vista teologico. Avevano la stessa concezione agostiniana dell'uomo assolutamente sedotto dal peccato. Si distaccavano tuttavia dal protestantesimo sul fatto che per essi l'uomo ha una parte di libero arbitrio che gli evita di cadere arbitrariamente nel bene o nel male. L'uomo è in collaborazione con Dio per fare il bene sulla Terra.
L'emergere di Caterina de' Medici e di Michel de l'Hospital sulla scena politica fece sì che vi fosse una progressiva riduzione della pressione sui riformati. Il 17 gennaio 1562 Caterina de' Medici promulgò l'editto di Saint-Germain, che costituì una vera rivoluzione poiché rimise in causa il legame sacro tra l'unità religiosa e la continuità dell'organizzazione politica. Con l'editto di gennaio venne autorizzata infatti la libertà di coscienza e di culto per i protestanti, a condizione che questi restituissero tutti i luoghi di culto di cui si erano appropriati.

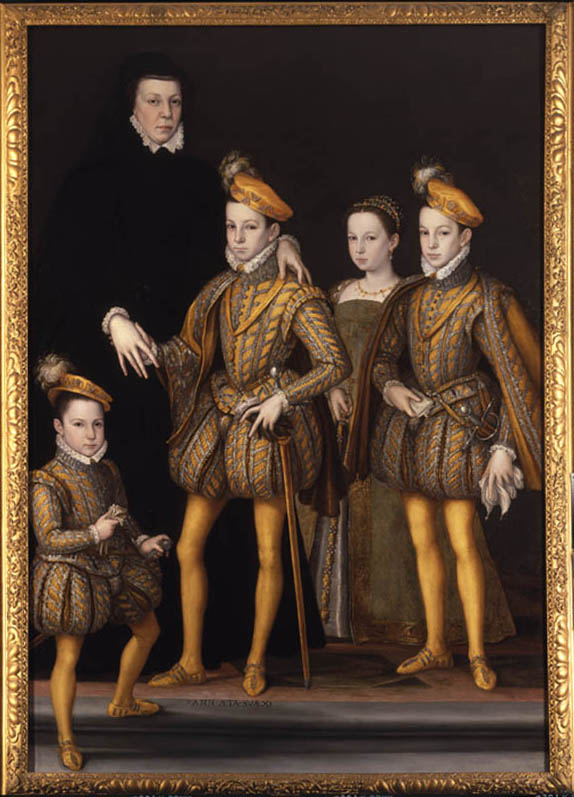
Caterina de' Medici in abiti vedovili e i figli: re Carlo IX, Margherita, Enrico d'Angiò e Francesco Ercole d'Alençon, 1561 circa

Questo decreto fa parte della politica di concordia voluta da Caterina de' Medici e da Michel de l'Hospital. Secondo loro i riformati non erano la causa del male che si era abbattuto sulla terra ma un agente di conversione che Dio aveva inviato perché l'umanità si rendesse conto del proprio peccato. La missione dei dirigenti politici era dunque, per Caterina de' Medici, quella di indurre gli uomini ad allontanarsi dalla corrente di violenza crescente che incombeva sul regno. L'Editto di gennaio tuttavia non ebbe successo a causa degli antagonismi troppo accesi che opponevano protestanti e cattolici.
La prima guerra di religione cominciò nel 1562 con la strage di Wassy, a opera dei Guisa. La morte e l'imprigionamento dei principali capi della guerra permisero a Caterina di riportare la pace nel regno. Prendendo le distanze dai Guisa, la regina fiorentina accordò infine agli ugonotti la pace di Amboise a marzo del 1563. L'editto prevedeva già una certa libertà di culto nelle case signorili e nelle città. Nell'agosto 1563 Carlo IX divenne maggiorenne. Caterina abbandonò la reggenza, ma Carlo IX le riconfermò immediatamente tutti i poteri già posseduti.

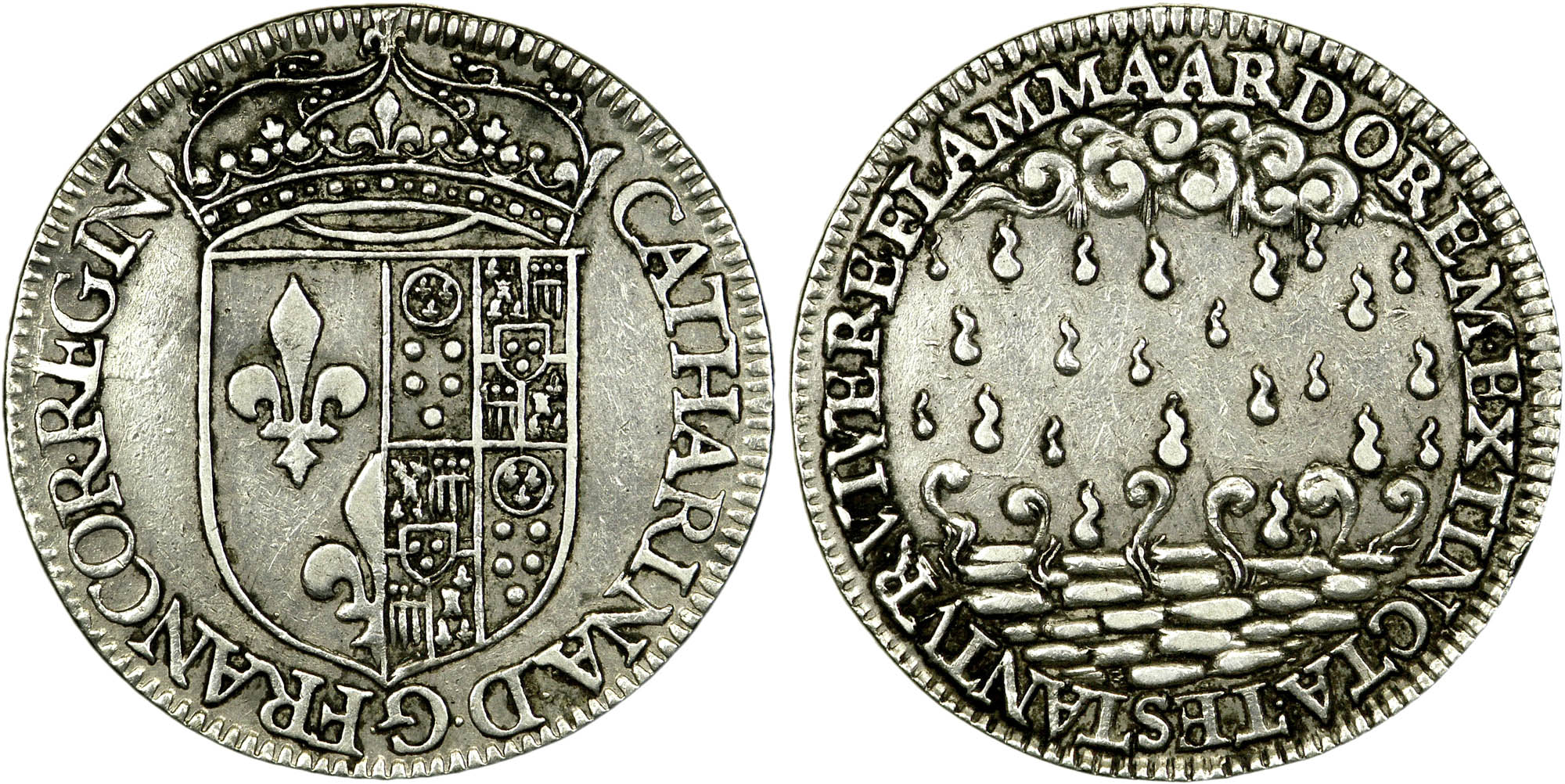
Monete d'argento di Caterina

Caterina iniziò in questo periodo anche a costruire e a trasformare le regge reali: fece rifare le Tuileries da Philibert Delorme e chiese al Primaticcio di costruire il mausoleo dei Valois a Saint-Denis, il capolavoro in onore del defunto Enrico II. Redasse nel 1564 una lettera per suo figlio "per il controllo della Corte e per il governo", una serie di consigli a proposito di come un re debba impiegare il proprio tempo e sulla maniera di occuparsi della propria Corte. Tra febbraio e marzo del 1564 organizzò grandi feste a Fontainebleau. Il mese di marzo segnò anche l'inizio del "grande viaggio attraverso la Francia" di Carlo IX, voluto e organizzato da Caterina. Il viaggio regale durò 28 mesi, fino al 1566. A ogni tappa il re si mostrava alle città insieme con la regina madre: Caterina voleva far conoscere il giovane sovrano al popolo.
La pace accordata da Caterina non durò a lungo, tuttavia, e nel 1567, i conflitti ripresero a causa della "sorpresa di Meaux", una congiura con l'obiettivo di rapire il re Carlo IX, ma che fallì: Carlo IX e Caterina si rifugiarono a Parigi. La popolarità della regina madre diminuiva sempre più nell'opinione pubblica. La situazione peggiorava continuamente e la politica di tolleranza pare non funzionasse più. Caterina si spostò nuovamente dalla parte dei cattolici e allontanò Michel de l'Hôspital dalla corte a maggio del 1568. Battaglie terribili si verificarono, che portarono il paese alla rovina. Nel 1570 Caterina spinse i protestanti ad accettare il trattato di Saint Germain, che riconferì loro i privilegi previsti dall'Editto di Amboise.

#### Notte di San Bartolomeo

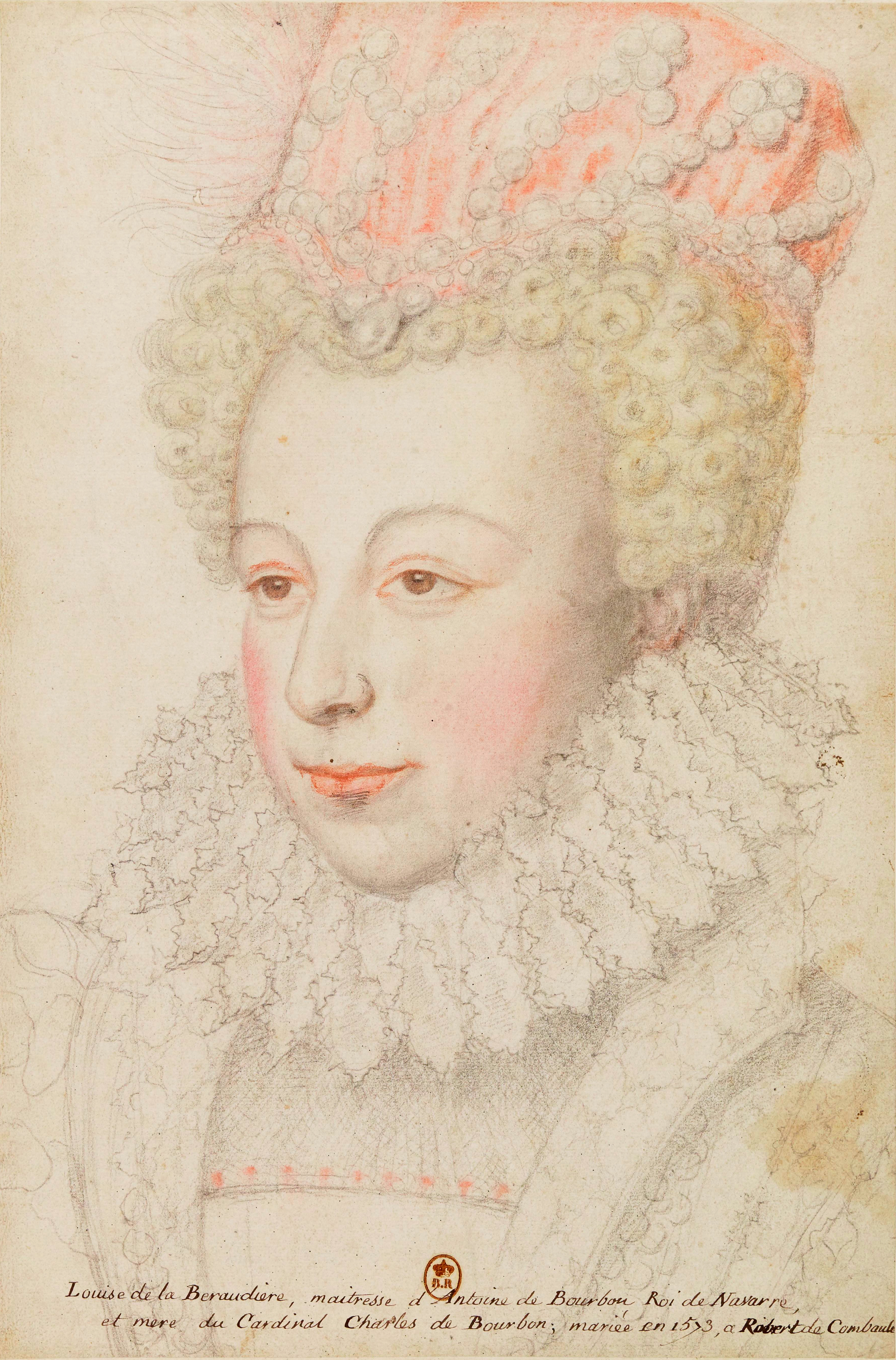
Margherita di Valois, regina di Navarra. Affascinante, colta e anticonformista, instaurò con Caterina un rapporto complesso, sentendosi poco considerata da lei, pur ammirandola molto.

Tuttavia Caterina tornò a preoccuparsi presto della crescente importanza del partito ugonotto e dell'influenza che aveva sul re l'ammiraglio di Coligny, temendo che avrebbe trascinato la Francia in una guerra contro la Spagna nei Paesi Bassi, che voleva evitare. Questo vecchio capo della Riforma riuniva a sé i rancori di una nobiltà turbolenta. Caterina tentò di creare una pace definitiva tra cattolici e protestanti organizzando il matrimonio di sua figlia Margherita, cattolica, con il principe di Borbone Enrico III di Navarra, protestante ed erede dei possedimenti borbonici e di quelli navarresi, ma davanti all'intransigenza di entrambi gli schieramenti, avrebbe apparentemente acconsentito a far abbattere i principali capi ugonotti arrivati a Parigi per le nozze. Le circostanze dietro il massacro che presto si sarebbero verificate rimangono poco chiare, così come il responsabile della strage.

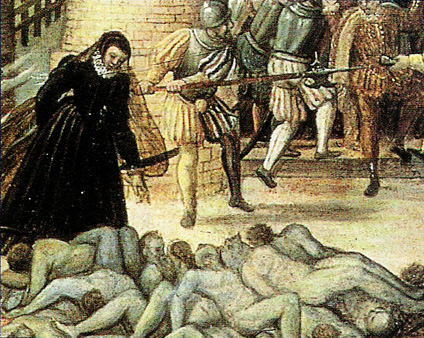
Il massacro di san Bartolomeo (dettaglio), dipinto di François Dubois (1576 circa).

Il massacro, detto della notte di San Bartolomeo, ebbe inizio nella notte tra il 23 e il 24 agosto 1572, e inizio quando Gaspard de Coligny, che era già stato ferito il giorno prima in un attentato che gli fece perdere il gomito destro e un dito della mano sinistra, venne ucciso nel letto del suo albergo e defenestrato da un assassino assoldato da Enrico di Guisa a causa del timore di rappresaglie ugonotte per vendicare l'attentato. Delle ipotesi contraddittorie si fronteggiano ancora oggi sulla responsabilità di questo massacro degli ugonotti presenti a Parigi. Una di queste attribuisce la colpa a Caterina, ma altre insistono sulla volontà ancora latente del giovane re di discostarsi dall'influenza della madre e dalla sua politica di tolleranza, biasimando quindi Carlo IX. È però presente un altro possibile responsabile, Enrico di Guisa, dato che era stato lui a far assassinare Coligny, cosa che diede inizio alla strage, il che gli avrebbe attribuito un ruolo nel massacro stesso. Questo massacro, che fece diverse migliaia di vittime a Parigi e in provincia, peserà tremendamente sulla popolarità di Caterina nel pensiero dei protestanti e nella storia, alimentando ulteriormente le diffamazioni e le leggende nere sul suo conto che si accumularono nel corso degli anni, che le attribuirono il nomignolo di "Regina Nera" ("Serpent Queen" in inglese).
Due anni più tardi, il 30 maggio 1574, Carlo IX morì di tubercolosi con solo una figlia femmina legittima, lasciandole la reggenza del regno fino al ritorno in Francia dell'erede Enrico.

### Regno di Enrico III

#### Instancabile ricerca della concordia

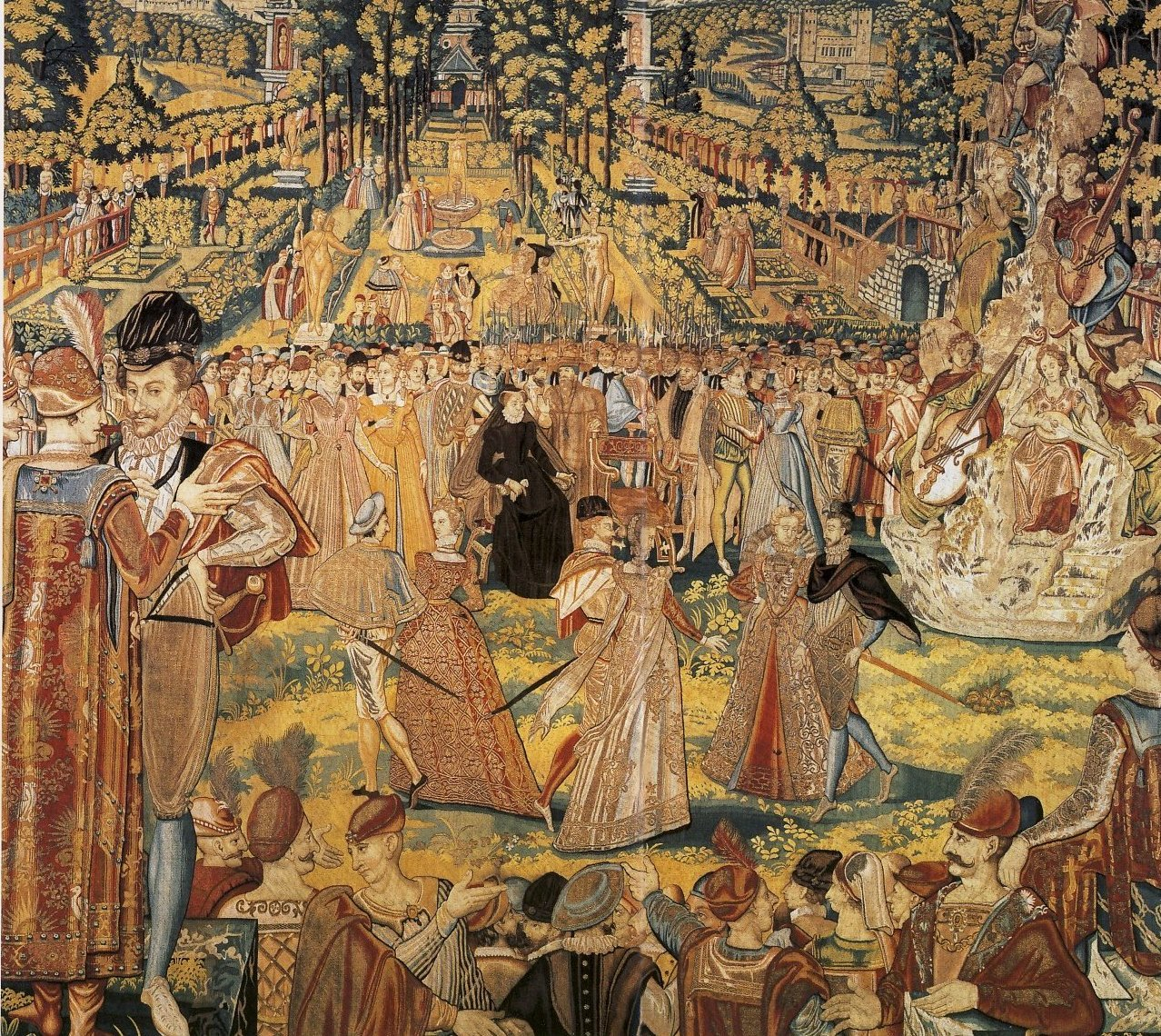
Arazzo raffigurante la regina madre al ricevimento per gli inviati polacchi che offrono il trono a suo figlio Enrico

Il duca d'Angiò, terzo figlio di Caterina, successe a suo fratello sotto il nome di Enrico III, dopo essere tornato in Francia dalla Polonia, di cui era stato eletto re. Enrico era il figlio preferito di Caterina e senza dubbio il più intelligente dei tre. Caterina lo lasciò governare da solo, senza tuttavia cessare mai di impegnarsi per la pace. Era lei infatti che portava avanti i negoziati e che viaggiava attraverso la Francia per far rispettare gli editti di pace.
Iniziò quindi nel 1578 un secondo viaggio per la Francia che la portò a Nérac, dove fece sì che sua figlia Margherita si riconciliasse con il proprio sposo, il re di Navarra, imprigionando e condannando a morte l'amante di sua figlia, che dopo l'accaduto evitò per tutta la vita. Nel conflitto, che vedeva opposto il re al proprio fratello, Francesco Ercole, duca d'Alençon, Caterina fu costantemente presente affinché si ristabilisse nuovamente la pace. Nonostante avesse ormai quasi raggiunto i sessant'anni, non esitò mai a pagare di tasca propria il prezzo dell'impopolarità della corona francese. Nel 1585 partì per l'est per richiamare i Guisa all'ordine.

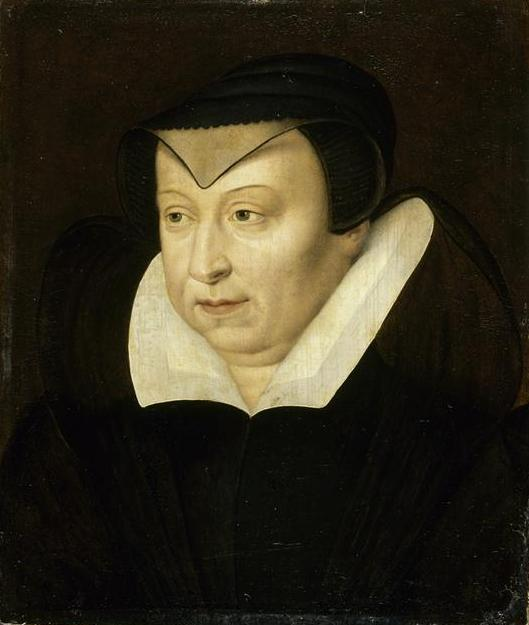
La regina madre Caterina
(1585 circa)

Nel 1586 diede inizio nel sud-ovest a dei negoziati con Enrico di Navarra. Nonostante la diffidenza nei confronti della famiglia reale, dopo il suo peregrinare per il paese, quando Caterina era in vista di Parigi, tutta la cittadinanza le si muoveva incontro e acclamava questa indomita donna che ancora a 68 anni trovava la forza e la caparbietà di lottare per il proprio ideale della concordia: fu il vero trionfo di Caterina.
Infine, allo scoppio della Giornata delle barricate (1588), promossa dalla Lega cattolica che rifiutava di prendere ordini da altri che non fosse il Duca Enrico di Guisa, la regina madre non ebbe paura di affrontare la ribellione parigina e percorse a piedi le strade di Parigi aprendosi un varco tra le barricate. A forza di battersi con e contro tutti per l'armonia interna al regno, Caterina de' Medici è divenuta agli occhi dei contemporanei una figura fuori dal comune che impone rispetto. Tuttavia, la sua ostinazione a lottare inutilmente contro degli elementi incontrollabili fece sì che Caterina si allontanasse dalla realtà e che la sua causa fosse più che mai priva di considerazione.

#### Declino e morte

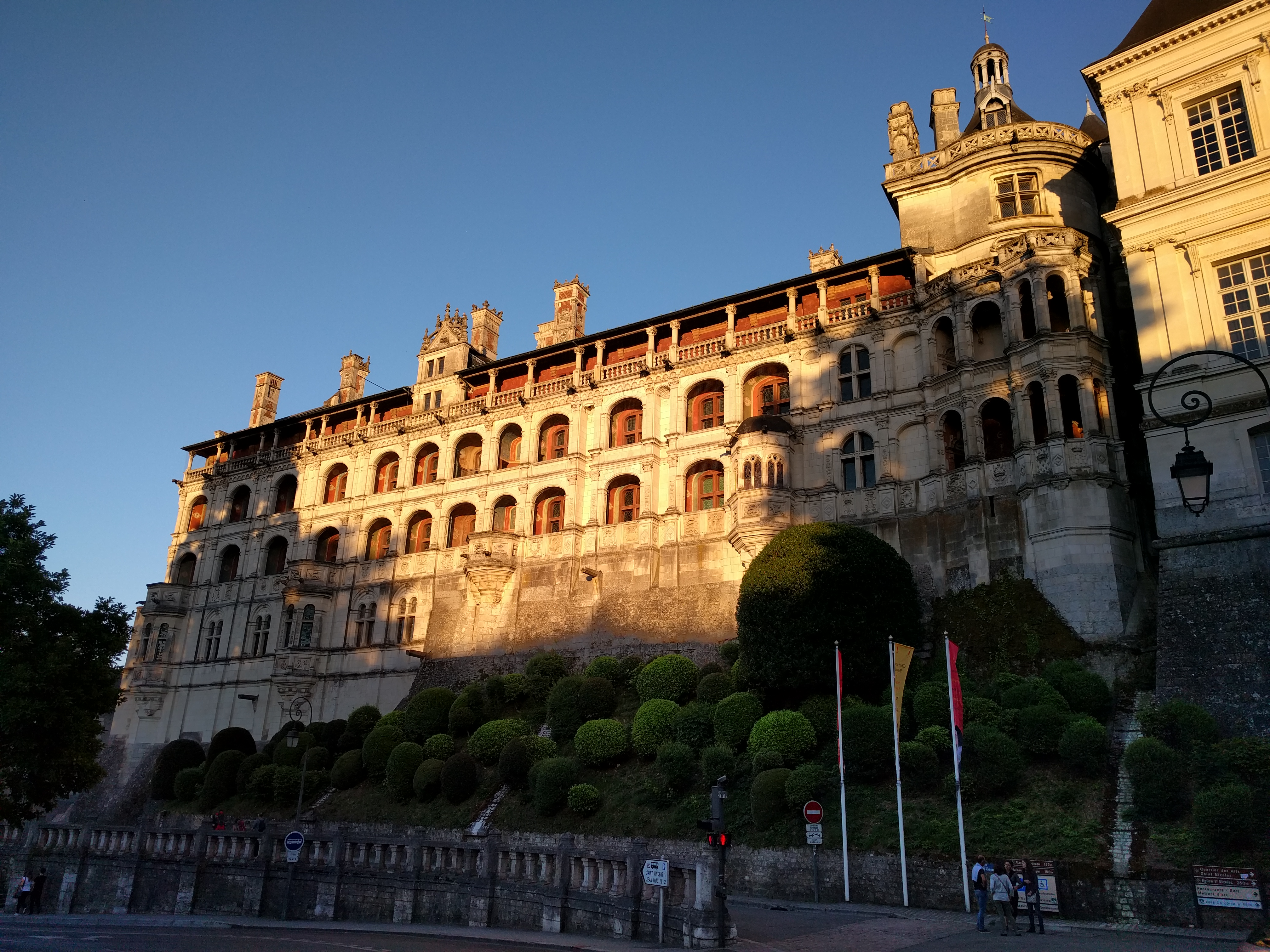
Il castello di Blois, dove morì Caterina

Il 23 dicembre 1588 Enrico III, preoccupato dal potere crescente di Enrico di Guisa e della Lega Cattolica di cui faceva parte, e temendo che stesse cospirando contro di lui, lo fece assassinare al castello di Blois dalle sue guardie, seguito il giorno dopo dal fratello, il cardinale Luigi. Qualche giorno dopo l'assassinio voluto dal re (indispettito dall'insurrezione, dalle accuse di essere troppo indulgente con i protestanti e sospettato di essere dedito al vizio del diavolo, ossia l'omosessualità), che non l'aveva informata del suo piano, Caterina si ammalò. Morì di pleurite nel Castello di Blois due settimane dopo, il 5 gennaio 1589, circondata dall'amore dei propri cari, ma completamente abbattuta per la rovina della sua famiglia e il fallimento della sua politica, all'età di 69 anni. Aveva già visto morire prima di lei tutti i suoi figli tranne Enrico e Margherita, e la sua morte le risparmiò il dolore di vedere il figlio prediletto assassinato sette mesi dopo, il che mise fine alla dinastia dei Valois, dato che Enrico III e tutti i suoi fratelli erano morti senza figli, oppure, nel caso di Carlo IX, con solo una figlia femmina morta a cinque anni, e a causa della legge salica, le donne non potevano ereditare il trono. A Enrico così successe il cognato protestante, Enrico IV.

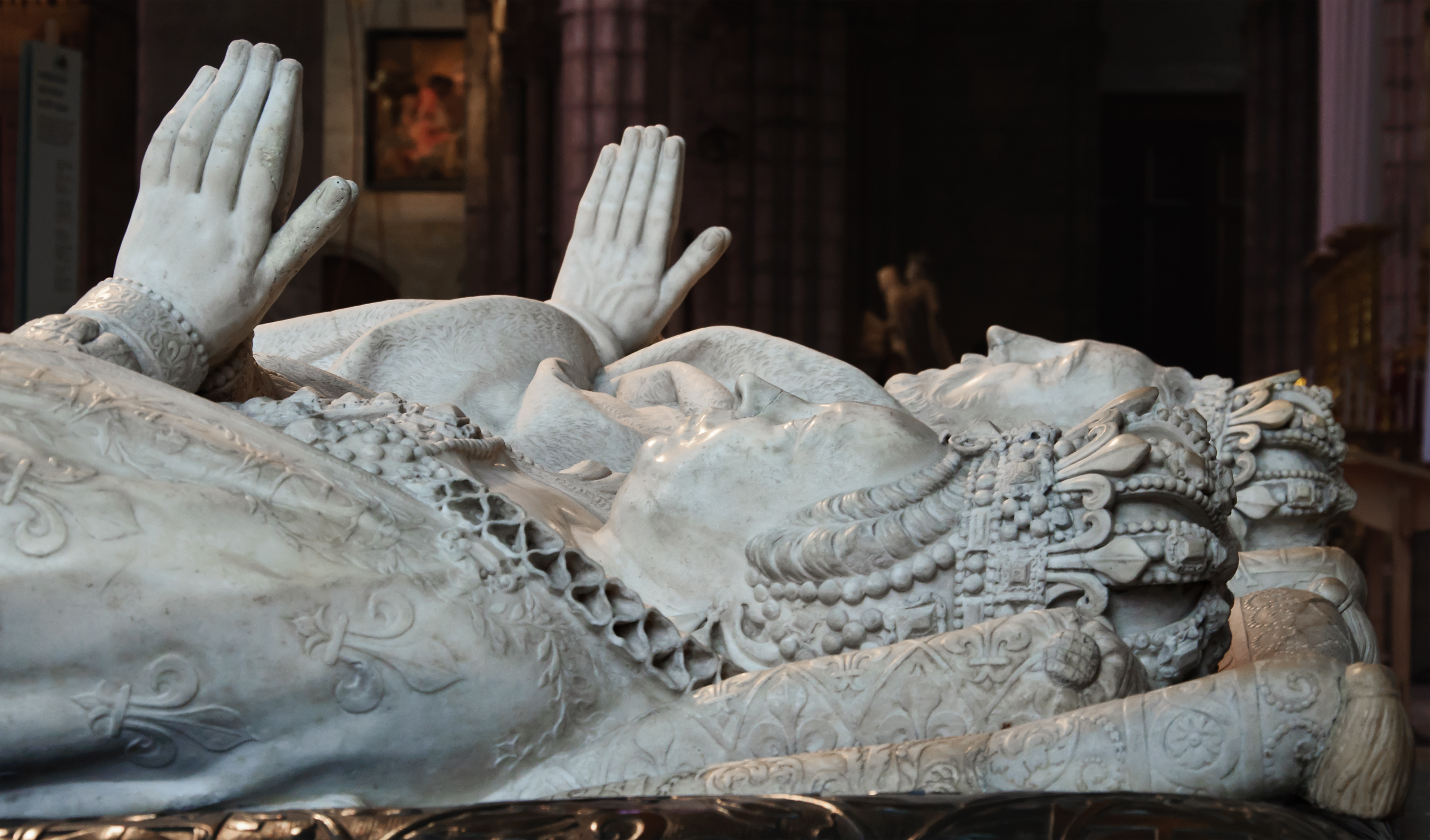
Tomba di Caterina e di Enrico II, in Saint-Denis

Poiché la basilica di Saint-Denis era nelle mani dei congiurati, Caterina non poté esservi sepolta. Le sue spoglie rimasero a Blois e furono tumulate a Saint-Denis solo ventidue anni più tardi.
I tentativi di Caterina de' Medici di riconciliare i cattolici e gli ugonotti vennero ripresi dal genero Enrico IV, capostipite della dinastia dei Borbone. Nell'aprile 1598, nove anni dopo la morte della suocera, Enrico proclamò l'Editto di Nantes, con il quale riuscì a mettere fine alle guerre di religione una volta per tutte, riportando con successo la pace in Francia.

## "Leggenda nera" di Caterina de' Medici

### Storiografia
La personalità di Caterina de' Medici è difficile da delineare con precisione perché alla sua figura è da sempre legata una "leggenda nera". La tradizione popolare ne ha perpetuato la memoria facendo di lei l'incarnazione della spietatezza, del machiavellismo e del dispotismo. Per molto tempo persino gli storici hanno divulgato questa immagine senza rendersi conto dei propri errori. Un processo di reale disinformazione ha fatto di Caterina de' Medici un mostro sanguinario.
Già all'epoca delle guerre di religione sia i cattolici oltranzisti che i protestanti la fecero oggetti di attacchi libellistici, basati anche sul fatto che si trattava di una straniera, proveniente da un paese ai tempi noto per gli intrighi e l'uso dei veleni. A perpetuare un'immagine falsata della regina si aggiunse la propaganda rivolta contro i Valois. La dissoluzione dinastica ne impedì definitivamente la riabilitazione. Peggio, nel XVII secolo, gli storici e i memorialisti hanno deliberatamente disprezzato questi ultimi per elevare ancor più l'immagine della nuova dinastia dei Borboni. Si dimenticò allora che i magnifici risultati ottenuti da Enrico IV prima e da Richelieu poi non furono che la pura continuità della politica di Caterina de' Medici.
Nel XVIII secolo la saggia politica della regina è percepita come un dispotismo opprimente e arbitrario. La denuncia dei re del resto andava di moda. Marat ripeté con la descrizione dell'oscurantismo le storie più sordide per denunciarli. In questo modo la rivoluzione francese diede un aspetto definitivo alla leggenda nera di Caterina de' Medici.
Nel XIX secolo gli scrittori, Alexandre Dumas per primo, i manuali scolastici e la tradizione popolare ripresero tutti questi pregiudizi senza tener conto della totale discordanza tra fatti e leggende. Le accuse secondo cui Caterina avrebbe fatto avvelenare la regina di Navarra Giovanna d'Albret e poi, involontariamente, suo figlio Carlo IX sono solamente l'opera di romanzieri (tesi che Dumas espose nel romanzo La regina Margot) e non si fondano su alcun elemento tangibile. Solo Honoré de Balzac cercherà di render giustizia a Caterina, raffigurandola come una grande sovrana che seppe resistere alle avversità delle guerre di religione.
Si è dovuto attendere la seconda metà del XX secolo perché l'interpretazione storiografica tradizionale fosse messa in discussione. La figura di Caterina de' Medici è stata riabilitata dagli storici moderni,, ma la sua immagine più diffusa continua a essere negativa, particolarmente in Francia. In alcuni castelli francesi, per esempio, le guide continuano a raccontare che qualche armadio appartenuto alla regina serviva a custodirne i veleni, e altre macabre leggende gradite ai visitatori. Tutto questo ha contribuito ad alimentare la fosca immagine di Caterina de' Medici in Francia sino ai giorni nostri.

### Leggenda

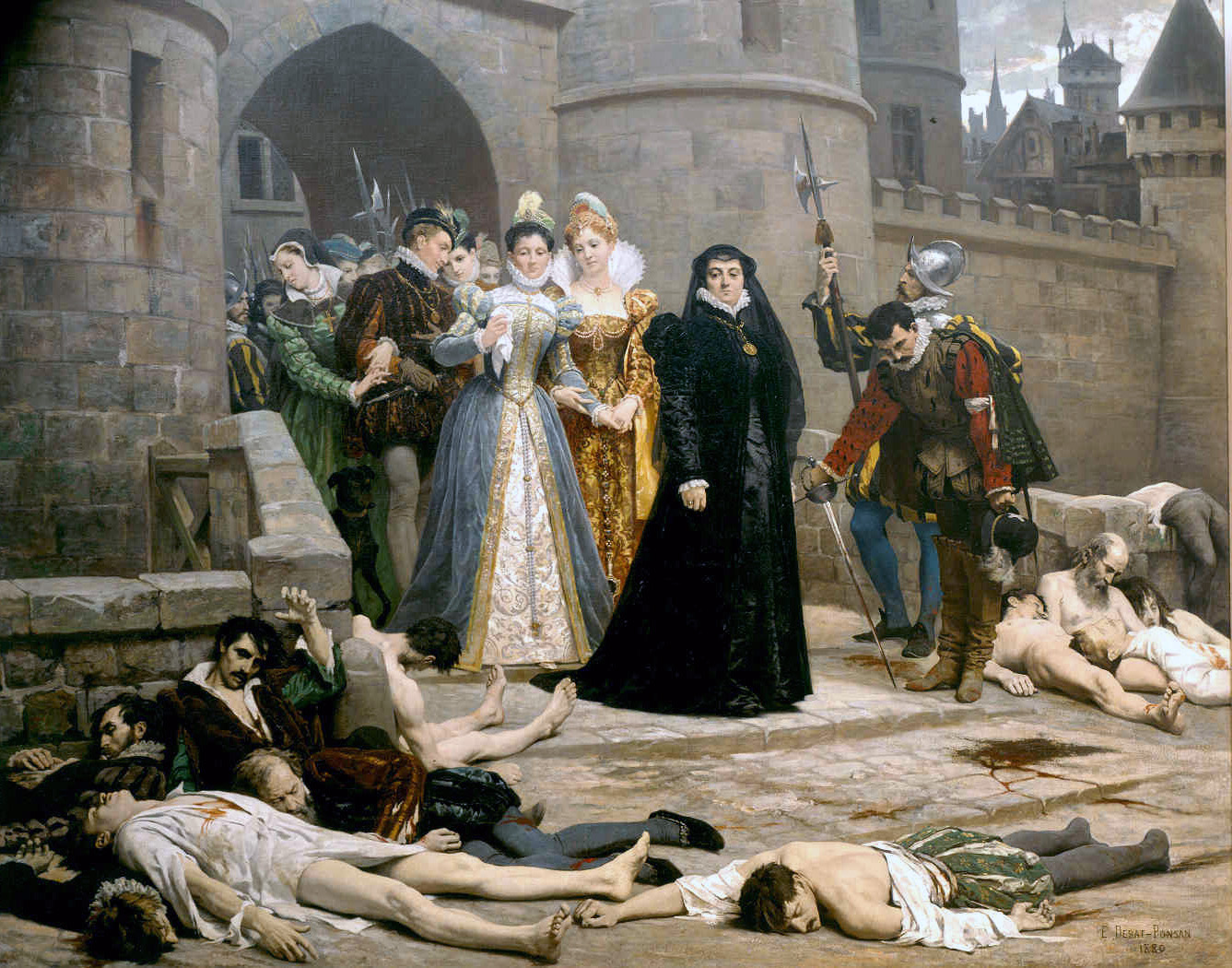
Caterina osserva gli ugonotti massacrati (Édouard Debat-Ponsan, 1880)

I principali tratti attribuiti dalla leggenda nera alla figura di Caterina de' Medici sono:
- "una donna dominatrice che cercò di accaparrarsi il potere". Bisogna considerare che Caterina de' Medici aveva la legittimità dalla propria parte. In quanto regina madre, preservare l'eredità dei suoi figli fu per lei un obbligo. Poiché la Francia era messa sottosopra dalle lotte tra fazioni, fare rispettare la monarchia e salvaguardare l'integrità del regno era suo dovere. Poiché ebbe preso a cuore questa sua funzione, Caterina de' Medici fu una donna di potere così come lo era stata la sua vicina Elisabetta I. Alla stessa maniera di Francesco I o Enrico IV, anche lei cercò di rendere il potere regale più forte.[64]
- "una donna malvagia pronta a ricorrere ai mezzi più estremi per conservare il potere". Cosa non si è detto su questi famosi veleni, su queste trappole segrete o ancora su questi assassini che avrebbe tenuto a suo servizio. Sono insinuazioni per la gran parte senza alcun fondamento. Gli storici hanno creduto a torto che fosse stata lei a organizzare il massacro della notte di San Bartolomeo. Alcuni l'hanno persino immaginata esaminare con sdegno il mucchio di cadaveri dei protestanti massacrati nel cortile del Louvre.[65]
- "un'adepta del machiavellismo". Gli avversari di Caterina l'accusavano di tergiversare tra i partiti e persino di creare la discordia per regnare meglio. In realtà Caterina de' Medici non si fidava di alcun partito e passò la sua vita a cercar di contenere le loro ambizioni per mettere in luce solamente il re. Sono il degrado del potere reale e la debolezza dei suoi mezzi che obbligano Caterina de' Medici ad appoggiarsi ora a questo ora a quel partito.[66]
- "un'italiana che lascia che la Francia venisse governata dagli stranieri". Per molte cose Caterina era considerata come una straniera. È vero che aveva un accento italiano. Quando arrivò in Francia per sposare il duca di Orléans sapeva a malapena parlare il francese. Dall'altro canto la regina ha effettivamente introdotto nella corte e al potere alcuni dei suoi familiari di origine italiana come i Gondi e i Birague. Ma la maggior parte di questi era cresciuta in Francia e possedeva una cultura e un'intelligenza raffinata fondata sulla squisita poliedricità del Rinascimento italiano. La loro politica fu sempre rivolta al servizio del loro paese di adozione.[67]
- "una donna irritabile divorata dalla gelosia". Gli scrittori hanno avuto la tendenza a esagerare l'odio di Caterina de' Medici verso Diana di Poitiers, favorita di suo marito. È vero che Caterina non provava alcuna simpatia per colei che chiamava "la puttana del re", ma da qui a immaginarla una selvaggia vendicativa nei riguardi della favorita alla morte di Enrico II è andare un po' troppo lontano. I romanzieri hanno ripreso a torto la leggenda che Diana de Poitiers fosse incaricata dell'educazione dei figli reali e che ciò causava amarezza alla regina. In realtà Caterina de' Medici vegliava sui suoi figli molto di più di quanto facesse Diana.[68]
- "una donna dedita alla magia, per conseguire i suoi scopi". Sono accertati gli incontri della regina madre con Nostradamus, ma i detrattori la proponevano sempre circondata da maghi, soprattutto italiani, alle prese con "pozioni e specchi magici".[69]

### Personalità
Caterina de' Medici nella storiografia moderna emerge come una donna pragmatica, con un carattere complesso e deciso, forgiato da una nutrita serie di difficoltà e dispiaceri (a cominciare dalla prigionia cui fu costretta nell'infanzia). Sposa devota, dopo la morte di Enrico il suo agire appare costantemente dettato dall'obiettivo di salvare i suoi figli e la discendenza dei Valois, identificato con il benessere della Francia. Figlia del suo tempo, ne impersonò bene le contraddizioni: pur razionalista per esempio era estremamente superstiziosa, tanto da dedicarsi all'occultismo.

## Sugli ipotetici usi e costumi introdotti da Caterina a Corte
Alcuni sostengono che Caterina dei Medici abbia fatto venire a Parigi cuochi da Firenze, dal Mugello e da Urbino e alcune delle loro ricette abbiano influenzato il successivo sviluppo di alcuni piatti tipici francesi, ma non ci sono fonti storiche al riguardo e chi alimenta queste credenze non cita le fonti.

## Discendenza
| Nome                      | Nascita         | Morte           | Note |
| ------------------------- | --------------- | --------------- | --- |
| Francesco                 | 1544            | 1560            | Delfino di Francia fino alla morte del padre. Nel 1558 sposò Maria Stuarda divenendo così re consorte di Scozia. Divenne re di Francia ad appena quindici anni, regnando un solo anno. Morì per un ascesso cerebrale. Non ebbe discendenza. |
| Elisabetta                | 1545            | 1568            | Data in sposa al re di Spagna Filippo II al quale dette solo figlie femmine: Isabella Clara Eugenia e Caterina Michela. Elisabetta morì a ventitré anni a causa di un aborto. |
| Claudia                   | 1547            | 1575            | Di salute cagionevole venne data in sposa a Carlo III di Lorena al quale diede nove figli. L'ultimo parto le fu fatale: morì a ventotto anni. |
| Luigi                     | 3 febbraio 1549 | 24 ottobre 1550 | Insignito del titolo di duca d'Orléans, morì nella prima infanzia. |
| Carlo Massimiliano        | 1550            | 1574            | Salì al trono di Francia all'età di dieci anni. Fino ai tredici anni fu sotto la reggenza della madre. Nel 1570 sposò Elisabetta d'Asburgo, dalla quale ebbe una bambina, Maria Elisabetta (1572-1578). Dalla amante Marie Touchet, ebbe un figlio illegittimo Carlo (1573-1650). Morì di tubercolosi all'età di ventitré anni. |
| Enrico Alessandro Edoardo | 1551            | 1589            | Venne eletto re di Polonia nel 1573, ma alla morte di Carlo IX, fuggì e salì al trono di Francia. Il 15 febbraio 1575 sposò Luisa di Lorena-Vaudémont. Famoso per il suo uso di circondarsi da favoriti, i mignons, combatté a lungo contro la Lega cattolica, ma venne sconfitto. Morì assassinato da un monaco cattolico fanatico il 2 agosto 1589. Non ebbe discendenza, fu l'ultimo re della casata Valois. |
| Margherita                | 1553            | 1615            | Regina di Francia e di Navarra, fu la prima moglie del futuro re Enrico IV di Francia (il loro matrimonio fu annullato nel 1599). Anticonvenzionale, portò avanti un'agenda politica indipendente in opposizione prima al fratello Enrico III e poi al marito. Coadiuvò e indirizzò gli intrighi del fratello minore Francesco, sul quale esercitò una notevole influenza politica. Ricordata solitamente per la sua vita dissoluta, fu soprattutto una mecenate e un'attiva intellettuale: la sua opera più importante furono le Memorie, le prime scritte in Francia da una donna. Non ebbe discendenza. Nel XIX secolo, Alexandre Dumas padre la soprannominerà la "regina Margot". |
| Francesco Ercole          | 1555            | 1584            | Nacque con una leggera forma di nanismo e durante la giovinezza il suo volto venne deturpato dal vaiolo. A capo della fazione dei Malcontenti durante le guerre di religione francesi, complottò varie volte indirizzato dalla sorella Margherita, contro loro fratello Enrico III. A livello internazionale cercò di ottenere per sé il trono dei Paesi Bassi, che si erano ribellati al re di Spagna. Morì ventinovenne di tubercolosi. Non ebbe discendenza. |
| Vittoria                  | 24 giugno 1556  | 17 agosto 1556  | Gemella di Giovanna. Morì due mesi dopo la nascita. |
| Giovanna                  | 24 giugno 1556  | 24 giugno 1556  | Gemella di Vittoria. Nata morta a causa della frattura alle gambe che i chirurghi le inflissero per salvare la madre. Dopo il parto fu consigliato a Caterina di non avere altri figli. |

## Caterina de' Medici nella cultura di massa

### Letteratura
- La Regina Margot di Alexandre Dumas (1845)
- Die Jugend des Königs Henri Quatre di Heinrich Mann (1935)
- Die Vollendung des Königs Henri Quatre di Heinrich Mann (1938)
- L'ombra della Regina Nera di Monica Avanzini (2009)
- La regina maledetta di Jeanne Kalogridis (2009)
- Le confessioni di Caterina De' Medici di C. W. Gortner (2011)
- Caterina La Magnifica: vita straordinaria di una geniale innovatrice di Lia Celi con Andrea Santangelo (2015)
- I Medici - Una Regina al potere di Matteo Strukul (2017)
- Colloqui di Poissy di Agostino di Bondeno (2018)

### Cinema

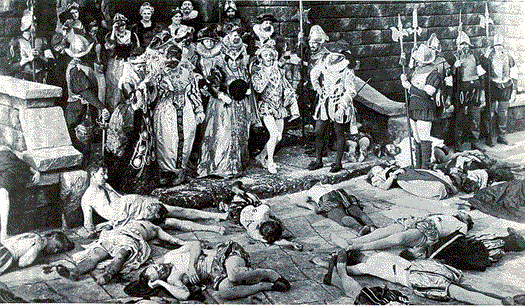
Dal film Intolerance, Caterina de' Medici e i nobili che escono dal Louvre dopo la notte di San Bartolomeo.

Hanno interpretato il ruolo di Caterina le seguenti attrici:
- Josephine Cromwell in Intolerance (1916)
- Marguerite Moreno ne Le perle della corona (1937)
- Françoise Rosay ne La Regina Margot (1954)
- Marisa Pavan in Diana la cortigiana (1956)
- Isa Miranda ne Le armi della vendetta (1964)
- Katherine Kath in Maria Stuarda, regina di Scozia (1972)
- Laura Betti in Donne di piacere (1990)
- Virna Lisi ne La Regina Margot (1994)
- Hannelore Hoger in Henri 4 (2010)

### Miniserie televisive
- La Reine Margot, con Alice Sapritch (1961)
- The Massacre of St Bartholomew's Eve, con Joan Young (1966)
- Elisabetta Regina, con Margaretta Scott (1971)
- La Dame de Monsoreau, con Maria Meriko (1971)
- Le Chevalier de Pardaillan, con Dominique Blanchar (1988)
- Catherine de Médicis: Le Tocsin de la révolution, con Alice Sapritch (1989)
- Saint-Germain ou la Négociation , con Marie-Christine Barrault (2003)
- Reign, con Megan Follows (2013-2017)
- The Serpent Queen, con Samantha Morton (2022)

### Videogiochi
- La regina appare come leader della civiltà francese in Civilization VI.

### Fumetti
- Il personaggio di Caterina de' Rossi, Signora di Firenze, presente all'interno del manga Altair: racconti di battaglia, mostra evidenti somiglianze con Caterina dè' Medici.

## Ascendenza
|                                    |                         |                                  | Genitori                     |  |  | Nonni |  |  | Bisnonni           |  |  | Trisnonni        |  |
|                                    |                         |                                  |                              |  |  |       |  |  | Lorenzo de' Medici |  |  | Piero de' Medici |  |
|                                    |                         |                                  |                              |  |  |       |  |  | Lorenzo de' Medici |  |  | Piero de' Medici |  |
|                                    |                         | Lucrezia Tornabuoni              |                              |  |  |       |  |  | Lorenzo de' Medici |  |  |                  |  |
| Piero il Fatuo                     |                         |                                  |                              |  |  |       |  |  | Lorenzo de' Medici |  |  |                  |  |
|                                    |                         | Clarice Orsini                   | Jacopo Orsini                |  |  |       |  |  |                    |  |  |                  |  |
|                                    |                         | Clarice Orsini                   | Jacopo Orsini                |  |  |       |  |  |                    |  |  |                  |  |
|                                    |                         | Clarice Orsini                   | Maddalena Orsini             |  |  |       |  |  |                    |  |  |                  |  |
| Lorenzo II de' Medici              |                         | Clarice Orsini                   |                              |  |  |       |  |  |                    |  |  |                  |  |
|                                    |                         | Roberto Orsini                   | Carlo Orsini                 |  |  |       |  |  |                    |  |  |                  |  |
|                                    |                         | Roberto Orsini                   | Carlo Orsini                 |  |  |       |  |  |                    |  |  |                  |  |
|                                    |                         | Roberto Orsini                   | Paola Orsini                 |  |  |       |  |  |                    |  |  |                  |  |
| Alfonsina Orsini                   |                         | Roberto Orsini                   |                              |  |  |       |  |  |                    |  |  |                  |  |
|                                    |                         | Caterina Sanseverino             | Amerigo Sanseverino          |  |  |       |  |  |                    |  |  |                  |  |
|                                    |                         | Caterina Sanseverino             | Amerigo Sanseverino          |  |  |       |  |  |                    |  |  |                  |  |
|                                    |                         | Caterina Sanseverino             | Margherita Sanseverino       |  |  |       |  |  |                    |  |  |                  |  |
| Caterina de' Medici                |                         | Caterina Sanseverino             |                              |  |  |       |  |  |                    |  |  |                  |  |
|                                    | Bertrando VI de La Tour | Bertrando V de La Tour           |                              |  |  |       |  |  |                    |  |  |                  |  |
|                                    | Bertrando VI de La Tour | Bertrando V de La Tour           |                              |  |  |       |  |  |                    |  |  |                  |  |
|                                    | Bertrando VI de La Tour | Jacquette du Peschin             |                              |  |  |       |  |  |                    |  |  |                  |  |
| Giovanni III de La Tour d'Auvergne | Bertrando VI de La Tour |                                  |                              |  |  |       |  |  |                    |  |  |                  |  |
|                                    |                         | Luisa de La Tremoille            | Georges I de La Trémoille    |  |  |       |  |  |                    |  |  |                  |  |
|                                    |                         | Luisa de La Tremoille            | Georges I de La Trémoille    |  |  |       |  |  |                    |  |  |                  |  |
|                                    |                         | Luisa de La Tremoille            | Catherine de L'Isle-Bouchard |  |  |       |  |  |                    |  |  |                  |  |
| Maddalena de La Tour d'Auvergne    |                         | Luisa de La Tremoille            |                              |  |  |       |  |  |                    |  |  |                  |  |
|                                    |                         | Giovanni VIII di Borbone-Vendôme | Luigi I di Borbone-Vendôme   |  |  |       |  |  |                    |  |  |                  |  |
|                                    |                         | Giovanni VIII di Borbone-Vendôme | Luigi I di Borbone-Vendôme   |  |  |       |  |  |                    |  |  |                  |  |
|                                    |                         | Giovanni VIII di Borbone-Vendôme | Jeanne de Laval              |  |  |       |  |  |                    |  |  |                  |  |
| Giovanna di Borbone-Vendôme        |                         | Giovanni VIII di Borbone-Vendôme |                              |  |  |       |  |  |                    |  |  |                  |  |
|                                    |                         | Isabelle de Beauvau              | Louis de Beauvau             |  |  |       |  |  |                    |  |  |                  |  |
|                                    |                         | Isabelle de Beauvau              | Louis de Beauvau             |  |  |       |  |  |                    |  |  |                  |  |
|                                    |                         | Isabelle de Beauvau              | Marguerite de Chambley       |  |  |       |  |  |                    |  |  |                  |  |
|                                    |                         | Isabelle de Beauvau              |                              |  |  |       |  |  |                    |  |  |                  |  |